# Граудынь, Николай Иванович
Николай Иванович Граудынь (1904—1971) — советский учёный-овцевод, лауреат Сталинской премии (1952).

## Биография
Родился в Псковской губернии в крестьянской семье.
Окончил Московский высший зоотехнический институт (1927), бонитёрские курсы при «Аскания-Нова» — отделении МСХА имени К. А. Тимирязева по овцеводству в одноимённом заповеднике (1928), и аспирантуру под руководством М. Ф. Иванова (1932). В 1932—1934 годах доцент зоотехнического института.
Участвовал в организации ВНИИ овцеводства и козоводства (ВНИИОК) (1932).
Несколько лет возглавлял Левокумский государственный рассадник мериносовых овец.
С 1939 года работал во ВНИИОК старшим научным сотрудником, зав. отделом разведения овец.
Один из основоположников научной школы ВНИИОК по разработке методов создания и совершенствования тонкорунного овцеводства в южных регионах России. В сельхозпредприятиях, которые он курировал, настриг шерсти с овцы достигал 7 кг.
кандидат сельскохозяйственных наук, доцент . Диссертация:
- Пути улучшения грубошерстных овец тонкорунными на Северном Кавказе : диссертация … кандидата сельскохозяйственных наук : 06.00.00. — Ставрополь, 1951. — 285 с. : ил.

## Признание
- Сталинская премия третьей степени (1952) — за коренное усовершенствование породы тонкорунных овец «Советский меринос» в колхозах Ставропольского края

Сочинения
- Породы овец и их разведение [Текст] / Н. И. Граудынь. — [Москва] : Сельколхозгиз, 1931 (13-я тип. Огиза). — 76, [2] с. : ил.; 21х14 см.
- Зимний окот тонкорунных овец [Текст] / Н. И. Граудынь, И. З. Тимашев. — Ставрополь : Кн. изд-во, 1959. — 76 с. : ил.; 20 см.
- Организация и техника проведения зимних и ранневесенних окотов в тонкорунном овцеводстве [Текст] / Н. И. Граудынь, И. З. Тимашев. — Ставрополь : Кн. изд-во, 1958. — 30 с. : черт.; 21 см.
- Выращивание, отбор и использование тонкорунных баранов [Текст] / Н. И. Граудынь, И. З. Тимашев. — Ставрополь : Кн. изд-во, 1957. — 157 с. : ил.; 20 см.
- Методы повышения продуктивности овец [Текст] / Н. И. Граудынь, С. И. Семенов, И. З. Тимашев. — Ставрополь : Кн. изд-во, 1963. — 191 с. : ил.; 21 см.